# كرايغ هاميلتون
كرايغ هاميلتون (بالإنجليزية: Craig Hamilton)‏ هو لاعب اتحاد الرغبي بريطاني، ولد في 1 سبتمبر 1979 في دامفريس ‏ في المملكة المتحدة.

## وصلات خارجية
- كرايغ هاميلتون على موقع دوري الرغبي الممتاز (الإنجليزية)
- كرايغ هاميلتون عل موقع إسبنسكروم (الإنجليزية)
- كرايغ هاميلتون على موقع ItsRugby.co.uk (الإنجليزية)
- كرايغ هاميلتون على موقع اتحاد ألعاب الكومنولث (مؤرشف) (الإنجليزية)